# Facundo Quiroga (Buenos Aires)
Facundo Quiroga es una localidad del centro de la provincia de Buenos Aires, Argentina, perteneciente al partido de Nueve de Julio.

## Acceso
Se accede por camino pavimentado desde las ciudades de Carlos Casares y Lincoln a través de la ruta provincial 50 hasta el acceso por la ruta provincial 70.

## Historia
Alfredo Demarchi compró las tierras de esa zona a Carlos Salas en 1867, instalando allí la estancia El Socorro, donde se dedicó a la cría de ganado vacuno de la raza Shorthorn.
Años después, el Ferrocarril Oeste de Buenos Aires proyectó la extensión de la línea ferroviaria del oeste, desde Bragado, en la provincia de Buenos Aires, hasta General Pico, en el entonces Territorio Nacional de La Pampa. Para llevar a cabo tal proyecto solicitó a los dueños de los campos la donación de los terrenos en el trayecto donde pasarían las vías, poniendo los nombres de los donantes a las estaciones ferroviarias respectivas. El ingeniero Demarchi solicitó que la estación que se creara en sus terrenos no llevara su nombre, sino el de su abuelo, el caudillo federal Juan Facundo Quiroga. Esta iniciativa fue aceptada por la empresa, pero el Gobierno de la provincia de Buenos Aires la rechazó, nombrando al pueblo con el nombre del donante. 
Quiroga tiene un museo, centro de jubilados, teatro independiente, biblioteca, jardín de infantes, escuelas primarias y secundaria.
En Quiroga se encontraban los talleres del Ferrocarril Oeste, ya que está ubicado a mitad de distancia entre Buenos Aires y General Pico. En 1923 estalló una huelga de los obreros de estos talleres, debido a la paga insuficiente y las condiciones de trabajo a que eran sometidos. Se trató de un movimiento anarquista, en el que todos los talleres fueron incendiados. En respuesta, la empresa ferroviaria desmanteló lo que quedaba de los talleres y los redistribuyeron entre las estaciones Mechita y Timote.
Las calles de la localidad llevan los nombres de sucesos y lugares históricos relacionados con la vida del caudillo riojano.
Deportes: En la actualidad está el Club Atlético Quiroga, fundado el 1 de mayo de 1917, tras la fusión de la biblioteca popular y un club de ferroviarios ya desaparecido.
Cultura:
Funciona la biblioteca Popular Armonìa G. de Schejtman N.º 100.
Su origen comenzó  en el año 1975 cuando un grupo de docentes convocados por el DR. Hagopian en nombre del Rotary crea un Ateneo Cultural. 
Más adelante la comisión directiva y los socios de Ateneo decide trabajar para crear una biblioteca popular.
En el año 1977 el Club Atlético Quiroga cede los libros de su biblioteca F. Sarmiento a Ateneo Cultural.
El 29 de mayo de 1977 se inaugura la biblioteca popular y en el año 1979 obtiene la personería jurídica como Ateneo Cultural. El 24 de agosto de 1982 la Dirección de Bibliotecas reconoce a la institución y le otorga el N.º 100. En Homenaje a su fundadora se le otorga el nombre Armonìa G. de Schejtman se descubre una placa frente a la sede.
Desde el año 2001 que funciona en la estación de ferrocarril. Cuenta con Sala de Consulta, Sala de lectura y Sala Infantil. Realiza préstamos en Sala y a Domicilio, Servicio de Referencia, Hemeroteca, realiza diferentes actividades culturales impulsando la lectura: maratones de lectura, Visitas guiadas, Suelta de libros, Talleres de Narración. El 29 de mayo de 2017 la institución festejó sus 40 años, cuenta con más de 10 000 vol. en su colección.
Eventos: Por el año 2002, se realizó durante 4 años seguidos un festival de rock denominado "Rock al Campo", se trata de un espacio de expresión hecho por bandas y para bandas mayoritariamente del interior. El festival fue dejado en stand by hasta el año 2013 donde vuelve a realizarse.

## Distancias
- Carlos Casares 58 km
- Lincoln 61 km
- Nueve de julio 71 km
- Pehuajó 104 km
- Junín 120 km
- Buenos Aires  380  km

## Población
Cuenta con 1853 habitantes (Indec, 2010), lo que representa un descenso del 7,3 % frente a los 1999 habitantes (Indec, 2001) del censo anterior.
| Gráfica de evolución demográfica de Facundo Quiroga entre 1991 y 2010 |
|                                                                       |
| Fuente: Censos nacionales del INDEC                                   |

## Salud
Hospital municipal Manuel Arce.

## Personalidades destacadas
Héctor Pellegrini, actor que trabajó —entre otras películas— en La Patagonia Rebelde, Turismo de carretera y Pajarito.
José Paradela, jugador de fútbol de Gimnasia y Esgrima La Plata, multicampeón con River Plate y Club Atlético Tigre.

## Parroquias de la Iglesia católica en Quiroga
| Diócesis  | Nueve de Julio            |
| --------- | ------------------------- |
| Parroquia | Nuestra Señora del Carmen |